# Kanton Sourdeval
Kanton Sourdeval (francouzsky Canton de Sourdeval) byl francouzský kanton v departementu Manche v regionu Dolní Normandie. Tvořilo ho osm obcí. Zrušen byl po reformě kantonů 2014.

## Obce kantonu
- Beauficel
- Brouains
- Chaulieu
- Le Fresne-Poret
- Gathemo
- Perriers-en-Beauficel
- Sourdeval
- Vengeons